# Limendous
Limendous es una comuna francesa de la región de Aquitania en el departamento de Pirineos Atlánticos. La localidad comprende a las pedanías de Duplaà, Grabotte y Puts.
El topónimo Limendous fue mencionado por primera vez en el año 1385 con el nombre de Luc-Mendos.

## Demografía
| 297 | 288 | 333 | 348 | 360 | 374 | 390 | 371 | 396 | 401 | 376 | 367 | 371 | 376 | 368 | 338 | 319 | 312 | 334 | 313 | 276 | 269 | 253 | 256 | 269 | 214 | 215 | 221 | 235 | 277 | 320 | 340 | 381 | 416 |
| Para los censos de 1962 a 1999 la población legal corresponde a la población sin duplicidades (Fuente: INSEE [Consultar]) |     |     |     |     |     |     |     |     |     |     |     |     |     |     |     |     |     |     |     |     |     |     |     |     |     |     |     |     |     |     |     |     |     |